# Прокике
44°59′ пн. ш. 15°04′ сх. д. / 44.98° пн. ш. 15.06° сх. д.
Прокике (хорв. Prokike) — населений пункт у Хорватії, у Лицько-Сенській жупанії у складі громади Бринє.

## Населення
Населення за даними перепису 2011 року становило 102 осіб.
Динаміка чисельності населення поселення:

## Клімат
Середня річна температура становить 8,85 °C, середня максимальна – 22,38 °C, а середня мінімальна – -6,31 °C. Середня річна кількість опадів – 1379 мм.
| Клімат поселення                              | Клімат поселення | Клімат поселення | Клімат поселення | Клімат поселення | Клімат поселення | Клімат поселення | Клімат поселення | Клімат поселення | Клімат поселення | Клімат поселення | Клімат поселення | Клімат поселення | Клімат поселення |
| Показник                                      | Січ.             | Лют.             | Бер.             | Квіт.            | Трав.            | Черв.            | Лип.             | Серп.            | Вер.             | Жовт.            | Лист.            | Груд.            |                  |
| Середній максимум, °C                         | 5,60             | 7,15             | 10,16            | 14,16            | 18,60            | 21,99            | 22,38            | 22,22            | 18,09            | 13,90            | 8,60             | 4,45             |                  |
| Середня температура, °C                       | −0,35            | 1,20             | 4,19             | 8,21             | 12,63            | 16,02            | 18,17            | 18,01            | 13,87            | 9,68             | 4,39             | 0,24             |                  |
| Середній мінімум, °C                          | −6,31            | −4,76            | −1,77            | 2,24             | 6,68             | 10,06            | 13,95            | 13,80            | 9,67             | 5,47             | 0,18             | −3,98            |                  |
| Норма опадів, мм                              | 96               | 95               | 102              | 113              | 100              | 107              | 73               | 91               | 135              | 162              | 172              | 133              |                  |
| Середньомісячна швидкість вітру, м/с          | 2.75             | 2.87             | 3.02             | 2.86             | 2.62             | 2.46             | 2.40             | 2.37             | 2.49             | 2.70             | 3.00             | 3.02             |                  |
| Середньомісячна сонячна радіація, кДж/м²·день | 4275             | 7023             | 10412            | 14947            | 19254            | 20859            | 22573            | 19336            | 14130            | 8977             | 4688             | 3559             |                  |
| --------------------------------------------- | ---------------- | ---------------- | ---------------- | ---------------- | ---------------- | ---------------- | ---------------- | ---------------- | ---------------- | ---------------- | ---------------- | ---------------- | ---------------- |
| Джерело:                                      |                  |                  |                  |                  |                  |                  |                  |                  |                  |                  |                  |                  |                  |